# آی‌اواس ۱۳
آی او اس ۱۳ (به انگلیسی: iOS 13) سیزدهمین نسخه از سیستم عامل موبایل iOS است که توسط اپل گسترش داده شده و جانشین آی‌اواس ۱۲ شده‌است. این نسخه در کنفرانس جهانی توسعه دهندگان این شرکت در تاریخ ۳ ژوئن ۲۰۱۹ رونمایی شد و در سپتامبر ۲۰۱۹ برای همگان انتشار یافت.

## تاریخ

### معرفی و نخستین پخش
iOS ۱۳ و iPadOS ۱۳ توسط مدیر مهندسی نرم‌افزار کریگ فدریگی در کنفرانس توسعه دهندگان اپل در ۳ ژوئن ۲۰۱۹ معرفی شدند. نخستین نسخه بتا با قابلیت‌های Dark mode و Find My App بهبودهای کاربردی و بسیاری بهینه‌سازی‌های دیگر، در دسترس توسعه‌دهندگان قرار گرفت. بتا دوم در تاریخ ۱۸ ژوئن ۲۰۱۹ برای توسعه دهندگان در دسترس است و اولین بتا عمومی در ۲۴ ژوئن ۲۰۱۹ منتشر شد. انتظار می‌رود نسخه‌های عمومی iOS 13 و آی پد او اس ۱۳ در پاییز سال ۲۰۱۹ منتشر شود.

## ویژگی‌های سیستم

### حریم خصوصی
در iOS 13 دسترسی‌ها و بسیاری از ویژگی‌های موقعیت‌یاب جهانی دستخوش تغییر شده‌است.
در نسخه جدید سیستم عامل، این امکان فراهم آمده تا کاربر مشخص کند اپلیکیشن به‌صورت دایم یا فقط در هنگام بازبودن به موقعیت‌یاب جهانی دسترسی داشته باشد. کاربر برای دسترسی به موقعیت مکانی پس زمینه و هنگامی که یک برنامه درخواست دسترسی به بلوتوث یا Wi-Fi را دارد، درخواست‌های مشابهی را دریافت می‌کند.
در نسخه جدید، از ابتدای سال ۲۰۲۰ حفره امنیتی موجود در تماس هاس اینترنتی که این امکان را به اپلیکیشن‌هایی مانند whatsapp و snapchat می‌داد تا به اطلاعات دسترسی داشته باشند بسته خواهد شد.

### رابط کاربری
[با افزوده شدن ویژگی جدیدی بنام حالت تاریک در این نسخه، کاربر این امکان را دارد تا در کل سیستم و اپلیکیشن‌های در حال اجرا از پس زمینه تیره نیز استفاده کند و برای استفاده بهتر از صفحه نمایش این قابلت را به‌صورت خودکار در روز و شب فعال نماید.

### سیری
سیری از صدای تولید شده نرم‌افزاری به نام "Neural TTS" استفاده می‌کند، در نظر گرفته شده برای صدایی طبیعی تر از نسخه‌های قبلی که از کلیپ‌های صدای انسان استفاده می‌کند. سیری همچنین کاربردی تر خواهد شد و کنترل صدا جدید نیز در دسترس خواهد بود. اکنون برنامه میانبرهای Siri به‌طور پیش فرض نصب شده‌است. سیری همچنین از HomePods برای یادگیری و تشخیص صدای افراد مختلف استفاده خواهد کرد. همچنین خواندن پیام‌ها با صدای بلند برای سیری امکان‌پذیر خواهد بود.

### صفحه کلید
اکنون صفحه کلید مجازی QuickType دارای QuickPath است و به کاربر امکان می‌دهد انگشت خود را روی صفحه کلید بکشید تا کلمات و عبارات را تکمیل کند. این عملکرد قبلاً منحصراً از طریق برنامه‌های کیبورد شخص ثالث مانند SwiftKey یا Gboard در دسترس بود. برچسب‌های Emoji در صفحه کلید emoji گنجانده شده‌اند و در هر کجا می‌توانند emojiهای معمولی استفاده شوند.

### دستکاری متن
iOS 13 و iPadOS 13 یک رابط حرکتی سیستماتیک جدید برای برش، کپی، چسباندن، خنثی‌سازی و از بین بردن مجدد اضافه می‌کنند. کش رفتن سه انگشت به سمت چپ یا بالا خنثی‌سازی خواهد شد. سه انگشت راست یا پایین مجدداً انجام می‌شود. یک خرپا تک انگشتی کپی خواهد شد، یک انگشت سه انگشت دوم قطع می‌شود، و خمیرهای سه انگشتی پخش می‌شود. یک شیر آب سه انگشت منوی میانبر را با هر پنج گزینه ایجاد می‌کند.

### با اپل وارد شوید
اجرای جدید ورود به سیستم تنها با نام "ورود به سیستم با اپل" به کاربران امکان می‌دهد تا با حداقل اطلاعات، حسابهایی را با سرویس‌های شخص ثالث ایجاد کنند. کاربران ممکن است برای هر سایت، یک آدرس ایمیل یکبار مصرف ایجاد کنند، حریم شخصی و ناشناس بودن را بهبود بخشند و میزان اطلاعاتی را که می‌توانند با یک آدرس ایمیل واحد در ارتباط باشند، کاهش دهند. کلیه برنامه‌های iOS که از روش‌های ورود شخص ثالث مانند Facebook و Google پشتیبانی می‌کنند، باید از سیستم "ورود به سیستم با Apple" پشتیبانی کنند، و دستورالعمل‌های رابط انسانی iOS به توسعه دهندگان توصیه می‌کنند که توسعه دهندگان "" ورود به سیستم با Apple را وارد کنند. "گزینه بالاتر از سایر روشهای ورود به سیستم.

### کارایی
چندین پیشرفت در عملکرد در iOS   ۱۳ اجرا شد. Face ID در iPhone X، XS / XS Max و iPhone XR اکنون دستگاه‌ها را تا ۳۰ عدد قفل می‌کند   درصد سریعتر از آن در iOS است   ۱۲ بارگیری برنامه‌ها تا ۵۰ خواهد بود   به دلیل یک قالب جدید، درصد کوچکتر است و به روزرسانی‌های برنامه تا ۶۰ می‌رسد   درصد کوچکتر

### تغییرات دیگر
نسخه iOS در دسترس برای دستگاه‌های iPad با نام iPadOS تغییر نام داد و تفاوت‌های پلت فرم و عملکرد را در مقایسه با iOS برای iPhone و iPod touch تغییر داد.
iOS   ۱۳ پشتیبانی رسمی از سونی DualShock 4 و کنترلر Microsoft Xbox One را اضافه می‌کند. iOS   ۱۳ همچنین پشتیبانی از اشتراک صوتی بی‌سیم را برای هدفون AirPod و هدفون خاص Beats اضافه می‌کند.
یک ژست جدید چند گزینه ای در برنامه‌های پشتیبانی شده مانند فایل‌ها و ایمیل در دسترس است. با کشیدن دو انگشت روی موارد مورد نظر، می‌توانید موارد مختلفی مانند پرونده یا ایمیل را سریع انتخاب کنید.

## ویژگی‌های برنامه

### پیام‌ها و یادداشت‌ها
اکنون می‌توان پروفایل‌های کاربرانی ایجاد کرد و از Memoji به عنوان تصویر پروفایل iMessage استفاده می‌شود. همه دستگاه‌های iOS با پردازنده A9 یا جدیدتر اکنون می‌توانند Memoji سفارشی ایجاد کنند. Memoji و Animoji اکنون می‌توانند به عنوان برچسب در iMessage و برنامه‌های دیگر استفاده شوند. آنها همچنین به عنوان ایموجی معمولی برای استفاده در هر کیبورد Emoji در دسترس هستند. گزینه‌های سفارشی سازی متنوعی برای Memoji وجود دارد.

### نقشه‌ها
برنامه Maps دارای UI نقشه‌های مجدداً طراحی شده، نقشه‌های دقیق تر و Look Around، اجرای تصاویر سطح خیابان مشابه Google Street View است.

### یادآوری
با ویژگی‌های جدید مانند امکان ارائه پیشنهاد در هنگام ارسال یک یادآوری به کاربر، مجدداً طراحی و ساخته شده و از سطح زمین مجدداً بازسازی شده و امکان برچسب زدن مخاطبین به گونه ای است که می‌توان در مکان‌های دیگر مانند پیام‌ها به عنوان یادآوری مراجعه کرد.